# ترویتسک، اوبلاست مسکو
شهر ترویتسک، اوبلاست مسکو (به روسی: Троицк) در کشور روسیه و در اوبلاست مسکو واقع شده‌است.